# AZEL -パンツァードラグーン RPG-
『AZEL -パンツァードラグーンRPG-』 （アゼル パンツァードラグーン アールピージー、AZEL PANZER DRAGOON RPG、海外版:Panzer Dragoon Saga）は、1998年1月29日にセガが発売したセガサターン用コンピュータRPGである。

## ゲームの概要
本作は3Dシューティングゲームである『パンツァードラグーン』シリーズの第3作として発表されたが、シリーズ中で本作のみRPGとして制作された。主にセガはアクションゲームを中心とした製品のリリースに力を入れていたため、ファンタシースターやシャイニングフォース（こちらはどちらかと言うとシミュレーション要素が強い）シリーズが出ていたものの、RPG自体のリリース本数は非常に少なく、珍しい部類である。
特長のひとつはポリゴンで構築された世界である。幕間のイベントデモは（一部でムービーが使われたものの）ほとんどリアルタイムポリゴンで描写され、他の場面との違和感を解消していた。こういったいわゆる「ポリゴン劇」とも言うべき演出手法は現在では広く用いられているが、『メタルギアソリッド』シリーズや『ゼルダの伝説 時のオカリナ』等で浸透する以前は稀なものであった。
当時のセガのオリジナルゲームは前述したようにアクションゲームが大半であったため、シームレスなゲームプレイを優先するあまりゲーム中における世界観の描写がなおざりになりがちで、本作のように物語の描写やストーリー、演出を重視したものは特に珍しい作品となっている。

## ゲームシステム

### マップの移動
本作はランダムエンカウント式のRPGである。ワールドマップから地域を選択するとその探索ゾーンに入れる。
探索ゾーンでは基本的にドラゴンに騎乗し敵が出現するゾーンと、主人公「エッジ」が単身で探索をするゾーンの二種類がある。ドラゴンに騎乗している場合はＢボタンで前進し、方向キーの上下で高度を、左右で旋回する。エッジが単身の場合は十字キーのみで移動が可能で、このゾーンで敵とエンカウントすることはない。
どちらのモードでも共通なのがCボタンを押す事でロックオンカーソルが出現し、十字キーで操作して付近の物体をロックオンし、もう一度Cボタンを押す事でリアクションが発生する。
従来のRPGでは会話や宝箱を空ける行為は、その物体や人物に近寄ってメニューから「話す」「調べる」などのコマンドを選択するのが通常であったが、本作ではそれはすべてロックオンという行為で簡略化されている。また、ロックオンには距離の判定があり、人物同士の会話を遠くから盗み聞きしたり、遠くからではよく分からない物も近寄ることで初めて詳細に解説や操作といったイベントが発生するなどの要素があった。
ドラゴンモードでの探索において、会話シーンは能動的には発生せず、距離に関係なくリアクションを起こすレーザーが発射される。その中にはロックオン数が規定値に達していなければならないターゲットもあるが、このロックオン数はストーリー中の特定のボスを倒し、ドラゴンが進化して強くなる度に上がる。つまり、ストーリーをある程度進めないと壊せない物体や開かないドアがあり、一度クリアしたエリアも後に再進入すると新たな発見が生まれる仕組みになっていた。

### 戦闘システム
シンクロナスゲージ
戦闘システムは基本的にファイナルファンタジーシリーズの「アクティブタイムバトル」を踏襲・模倣した物である。
ドラゴンやエッジの行動には時間が経過すると自動でチャージされるシンクロナスゲージ（行動ゲージ）を消費する。このゲージは最大まで三個分まで貯めておくことができ、基本的に1ゲージにつき１回の行動を行うことができる（ただし、後述する「バーサーク」には複数ゲージを消費するものが多い）。
一方で敵側にも表示こそされないが同様の概念が存在し、一定時間毎に敵の行動がなされる。ただし後述する移動によりその時間がずれることはある。
プレイヤーがメニューを開いている間は、敵味方の時間経過（行動ゲージ蓄積）が一時的に停止する。また、移動や行動の間に方向キーやボタンを押しっぱなしにしていると、すぐに攻撃や移動・メニュー操作を行う先行入力も可能。
位置取り
本作において最大の特徴となる戦闘システムで、これにより独特のゲーム性を提供していた。
戦闘中、ドラゴンは敵を中心に前後左右に場所を移動する事ができる。移動自体にシンクロナスゲージは消費しないものの、移動している間はゲージは上昇しない。逆に敵から位置取りを行ってくる事もあり、その場合はプレイヤー側のシンクロナスゲージは上昇を続け、敵の行動はその分遅れる。
画面下のレーダーには無色透明、緑色、赤色で色分けされた4方向別の危険度が表示されており、緑色の領域は敵の攻撃が行われず最も安全、赤色は大ダメージまたは一定時間の状態異常など最も危険な攻撃を行ってくる位置を示す。なお、一部の敵は攻撃パターンに応じてレーダー表示が変化することもある。また一部の戦闘ではドラゴンが移動することができない場所が存在することがあり、その部分はレーダーにおいて灰色で表示される。
プレイヤーの攻撃手段
ドラゴンの基本攻撃である「レーザー」は複数のターゲットへの攻撃が可能で、上述したストーリー進行によるドラゴン進化と連動して同時攻撃数が増加する。複数のロックオン箇所を持つ単体の敵への効果は高いが、基本的にドラゴンに近いターゲットを狙うため、対象の指定が位置取りに依存する。また、同時出現数が多くロックオン数が低めの敵集団に対しては、レーザーが効果的でない場合が多い。
一方、エッジの基本攻撃である「ハンドガン」はオプションの装着で威力や性質が変動するが、基本的には一度に一箇所のターゲットしか攻撃できず、基礎威力もレーザーより少し低めである。しかし一点に攻撃を集中できるため、レーザーでは弱点が埋没してしまう場所への集中砲火において効率が良い。
レーザーとハンドガンに対する敵の防御力は、敵の向きによって別々であることが多い。敵や部位によってはレーザーと銃のどちらか、またはバーサクも含めすべての攻撃を無効化する場合もある。
ただし、特に防御力が低い箇所を狙える場合は弱点のマーカーが表示される。それ以外の防御力や耐性に関しては明示はされないものの、レーザーまたはハンドガンどちらかへの耐性（半減もしくは無効）のみ、ハンドガンの攻撃対象を選択する際のカーソルで確認することができる。
ドラゴンの「バーサーク」
前作『パンツァードラグーン ツヴァイ』の必殺攻撃として登場した要素だが、本作ではRPGの魔法コマンドに相当する特殊行動として以下の系統に分類される複数種類が存在し、レベルアップなどゲームの進行に応じて使用できるものが増えていく。
基本的に使用には２本の行動ゲージの他に、RPGのMPに相当するバーサークポイント（BP）を消費する。
バーサークによる攻撃は、敵の完全無効部位を除けば、防御力や弱点といった影響を全く受けない。その代わりに系統に応じて適切な状況が異なっている。
- ATTACK CLASS

通常よりも強力なレーザー攻撃を行う。通常のレーザーと同様に近いターゲットに高威力を発揮するため、単体の強敵に比較的向いている。
- SPIRITUAL CLASS

敵全体に対する広範囲攻撃を行う。ロックオン数が低い多数のターゲット全てに、威力を分散させることなく攻撃を与えることが可能。
- DEFENSE CLASS

HPの回復、または敵の攻撃を防御する効果を持つ。回復バーサークに関してはシンクロナスゲージ消費が1本のみとなっている。
- AGILITY CLASS

主に対象をランダムに指定する連続攻撃を行うバーサークがあり、頭数の少ない相手に効果を発揮する。
通常の戦闘から離脱するバーサークや、状態異常を回復するバーサーク(消費ゲージ1)もここに分類されている。
- FULL-GAUGE CLASS

シンクロナスゲージを3本全て消費する代わりに、バーサークポイントを一切消費しない。攻撃は行わず、すべて自己補助の効果を持つ。タイプセレクトに応じて一つだけ使用可能。
- EXTRA CLASS

レベルアップではなく、探索パートにおいて条件を満たすことで追加される特殊なバーサーク。
基本戦術
プレイヤーが戦闘に勝利した際、戦闘内容によって５段階の評価が行われる。（「TOUGH FIGHT」「HARD FIGHT」「NICE FIGHT」「VERY GOOD!」「EXCELLENT!!」）短時間で被ダメージを低く抑えて敵を倒すほど、経験値やアイテム入手率が上昇する他、各敵毎に戦闘評価の最高記録が保存される。
このため、基本的には安全地帯でゲージを溜め込み、敵の弱点（一般的に弱点の狙える方向と、強力な攻撃を行う方向＝レーダー上の危険エリアは同一である場合が多い）まで移動して攻撃を仕掛け、再び安全地帯に逃げ込む…といった戦法を取ることが多くなる。しかし自らむやみに移動を繰り返すと敵の行動だけが進む事になり、逆に劣勢を強いられることもあるため、プレイヤーは適切な手順を構築することになる。
また、安全地帯が存在しない敵もあり、その場合はどの方向にいても何らかの攻撃にさらされることとなる。

### タイプモーフィング
ゲームが進み、ドラゴンが進化すると、タイプセレクトモードが開放される。このタイプセレクトは探索モードだけではなく、バトル中でも行動ゲージを1消費する事で変更可能である。
タイプセレクト画面では、円盤中のカーソルを動かし「攻撃力」「心技力」「防御力」「機動力」のパラメーターを最大200の範囲内で増減させることで、ステータスとドラゴンの姿に無段階の変化が生じ、それに応じて「通常型」と「攻撃型」「防御型」「機動型」「心技型」からいずれか１つのタイプになる。

ただし「攻撃力」と「心技力」、「防御力」と「機動力」はそれぞれ対極関係にあり、両立することはできない。
また、タイプ決定の都合上、最も極端なセッティングにしようとするとその数値は200と199、0と1の状態になりやすくなっている。
こうして決定されたタイプそれぞれには、専用のFULL-GAUGE CLASSバーサークと、行動ゲージを3本蓄積させた状態で自動で発動するパッシブスキルが1つずつ用意されている。

他、レベルアップ時にはパラメータ割り振りに応じてステータス上昇やバーサーク習得順序にも影響を及ぼし、プレイスタイルによってドラゴンの事実上の最終性能が事実上可変する仕組みとなっている。
- 通常型

各４パラメータすべてが一定範囲内だと優先的にこの形態になる。
行動ゲージが最大の間はHPが回復し続ける他、専用バーサークでもHPを回復することができる。
- 攻撃型

攻撃力が高いほど、通常レーザー攻撃の威力、及びレベルアップ時のレーザーの基礎威力の成長率が上がる。心技力と相反する。
攻撃力が最も高い形態では、行動ゲージ最大の間に攻撃を受けると、一定確率でレーザーによる自動反撃を行う他、専用バーサークで攻撃力をさらにアップする事ができる。
- 心技型

心技力が高いほど、各種攻撃バーサークの威力とBP最大値の成長率が上昇し、BPの消費量も軽減される。攻撃力と相反する。
心技力が最も高い形態では、行動ゲージが最大の間はBPが回復し続ける他、専用バーサークでもBPを回復することができる。
- 防御型

防御力は高いほど、被ダメージを軽減し、全方位に攻撃を行う相手に有効となる。レベルアップではHP最大値が増えやすくなる。機動力と相反する。
防御力が最も高いと、行動ゲージ最大の間、また専用バーサークの使用後に、更に被ダメージを軽減する事ができる形態になる。
- 機動型

機動力は高いほど、ドラゴンの位置取りにかかる時間が短縮され、安全地帯を持つ的に有効となる。レベルアップではハンドガンの基礎威力が上昇しやすくなる。防御力と相反する。
機動力が最も高いと、行動ゲージが最大になった時点で状態異常を解消する他、行動ゲージの増加速度を上昇させる専用バーサークが使用可能になる。
このタイプセレクトを利用することで、戦闘においては多種多様な敵に応じて手際よく攻略を行うことができる。
加えて、安全地帯のある攻撃と全方位への攻撃を織り交ぜてくる敵に対しては、これは実質的にRPGにおける防御コマンドとして機能しうる。

## ストーリー
高度な文明が滅び、残されたわずかな人類が、自らの生み出した攻性生物たちにおびやかされながら暮らしていた時代。

かつての科学文明を発掘して攻性生物を駆逐しようとする帝国は、領土拡大のため諸国との戦争に明け暮れていた。
少年エッジは、帝国の遺跡発掘現場で、警備の傭兵として暮らしていた。

傭兵とはいっても、敵国と戦うというよりは、発掘した兵器や攻性生物が暴れたときに鎮圧するのが主な任務であった。

退屈な日々に嫌気がさしていたある日、発掘所内部から敵の奇襲があった。エッジが内部に到着すると、そこには白い甲殻を身につけた純血種の攻性生物が暴走していた。
エッジは手持ちの武器で応戦するが、撃退はおろか傷一つつけることができない。このままでは仲間や隊長が殺されてしまう。

すると今にも崩れそうな橋に、光学兵器のランチャーがあるのを目にする。純血種を倒すにはあの武器を使用するしかない。白い装甲から突き出たカギツメの攻撃はエッジの頭をかすめ、なんとかランチャーまでたどり着いたが、そこでエッジは、衝撃的な物を目にする。
攻性生物の攻撃によって破壊された壁面から、石版の中に埋め込まれ、昏々と眠りに付く少女が姿を現したのだ。

一瞬それに見とれていたエッジは、隊長の呼びかけで我に返る。振り返ったエッジは、ランチャーを敵の足下に撃ち込んで足場ごと落下させ、攻性生物の撃退に成功した。
なんとか生き残った仲間や隊長達と共に遺跡の外の発掘所へ出るエッジ達。そこには、帝国軍将校・クレイメン率いる『黒い艦隊』が待ち受けていた。

友軍であるはずのクレイメン艦隊だったが、その仮面の男・ツァスタバが遺跡から出てきた傭兵たちを有無を言わさず射殺していく。

その場で仲間を皆殺しにされ立ち向かおうとするエッジだったが、副官アーウェンに銃で殴られ気絶してしまう。

かくしてクレイメン一味は破壊の限りを尽くし、ついには石盤ごと少女を奪い去ってしまっていったのである。

目を覚まし後を追おうとしたエッジの前に現れたのはツァスタバ。エッジもまた銃撃され、谷底へ転落してしまう。
谷底の遺跡で息を吹き返したエッジを救ったのは、伝説のドラゴンに似た攻性生物だった。

ただ一人生き残ったエッジは傭兵仲間の復讐を誓い、ドラゴンに乗ってクレイメンを追うのであった。

## 登場人物
エッジ（声：石田彰）
この物語の主人公。ドラゴンプログラムにより調停者(作中描写される限りで４人目）に選ばれる。
元々は辺境の帝国軍傭兵。発掘所でのクレイメン艦隊のクーデターに巻き込まれ、育ての親でもあった仲間たちを失い、自身もツァスタバに銃撃され死亡するが、後述の絶対の客人が憑依した事によって復活した後に、ドラゴンに窮地を救われ乗り手として認められた。
当初はクレイメン艦隊を追い仲間の敵を討つという復讐の念から旅を始めることになったが、いつしかその旅の中で伝承のドラゴンの乗り手として、また帝国軍が総力を挙げて殲滅せんとする敵として、アゼルともども旧文明の遺跡「塔」に関わってゆく事になる。またドラゴンに選ばれた調停者らしく特殊な能力が備わるようになり、射撃の腕前が正確無比になることや拷問や被弾からすぐに回復するなど肉体面において常人ではない能力を発揮するようになる。
ドラゴンに対しても全くの無知であったが、数々の戦闘を乗り越えるうちに乗り手としての自覚を深めていく。（これは戦闘終了後の戦績評価画面でもリアクションで表現される）また、アゼルに対しては最終局面にて特別な感情を持っていることを匂わせる。が、思いを寄せてくれるキャラバンの少女に関してはさしたるリアクションもなく恋愛には疎そうである。
セストレン消滅後、ドラゴンと共に消息を絶つ。

ドラゴン
シリーズ通して登場する、もう一つの主人公といえる攻性生物。その使命は、環境と人間を管理する「塔」の活動停止である。
かつては伝承のみの存在とされていたが、（時系列上最古の）前作ツヴァイ以降、その実在が認められている。通常の純血種攻性生物と大きく異なる点は、「乗り手」(ドローンあるいは人間)を選び、戦術の連携を行う事と、成長を繰り返す(変形可能な生体装甲をまとうこともある)であり、これらによって単体の「攻性生物」としての性能が劣る成長段階であっても、帝国の編成艦隊や、純血種を含めた各攻性生物を圧倒する程度の戦闘能力を得る。また活動のたびに、旧世紀の遺跡を守護する他のドラゴンとの戦闘を繰り広げており、攻性生物に対する最大の対抗戦力として描かれている。
長らく出自が不明だったものの、本作では、旧世紀において環境維持の為に「塔」と攻性生物で人類文明の再興を抑圧する計画への反対勢力によりセストレンへ組み込まれた「ドラゴンプログラム」が発現した攻性生物であることが明かされる。
本作ではこの個体そのものに関する出自や幼体などが描写されることはないものの、一定の条件を満たすと初代作から登場し続けるブルードラゴン、または前作のドラゴンスカイダート等旧作の同形態にもモーフィング可能となる。
また、今作ではコミュニケーションを交わしていれば撫でると喜ぶ反応を見せ、逆であればキャンプでそっぽを向くなど、ドラゴンとの友好度といえるパラメータが存在する。

アゼル（声：坂本真綾）
旧世紀文明によって生み出された「人型攻性生物」ことドローンの１体。本作の重要人物であり、彼女をめぐる争いがすべての事の発端である。
その身体は攻性生物の純血種のような外殻と特徴的な(便宜上)髪型を持つ少女の姿をしているが、ドローンの中でも特別な能力を託されている。帝国軍がこのことを知り確保に動き出したが、その矢先に離反したクレイメン艦隊との間で争奪戦が巻き起こされる事となる。
自分を長い眠りから覚ましたクレイメンを父のように慕い盲従しており、クレイメンを追うエッジの前に立ちはだかる。
しかし、徐々に感情に目覚め人間的な振る舞いをするようになり、終盤ではクレイメンのみならずシーカーの人々、また「塔」のガーディアンなど、犠牲になりゆく者たちに対して沈痛な感情を抱き、最終局面ではエッジに対して孤独への寂しさを露呈しているなど、人型攻性生物から独自の人間的な立場へ変化するヒロインとして描かれている。
エンディングにて、かつて「塔」のあった荒野にアゼルによく似た白色の肌の女性が周りの制止を振り切ってクーリアにまたがり旅立つが、それがアゼルその人であるのか、またアゼルであっても「塔」にたどり着いて何があったのまでは描写されない。次回作の「オルタ」では、主人公オルタの母親らしき存在として、セストレン内部にメッセージを遺している。
アトルムドラゴン
黒い外殻と長い尾が特徴的な巨大な漆黒のドラゴン。アゼルとともに目覚めた専属の純血種攻性生物。
強力なレーザー攻撃の他、交戦のたびに新たな装備・攻撃が追加されつつ、強敵としてエッジとドラゴンの行く手を阻む。

K.F.クレイメン（声：伊武雅刀）
戦艦を黒く塗装した『黒い艦隊』を指揮する、帝国軍の将校。
旧世紀の遺跡「塔」およびドラゴンに対して異例なまでの知識を持っており、民間人でありながら帝国アカデミーを首席で卒業し、特務部隊に属するアカデミー審査官になるなど異質の存在である。
また所有する艦隊の指揮能力も高く、部下は囮や陽動など危険な任務にも何の躊躇もしない、圧倒的なカリスマを持つ指揮官でもある。
帝国に反逆し、独自の目的を果さんとしている。エッジのいた発掘所を襲撃してアゼルを遺跡から強奪し、更に帝国軍の本部である帝都を吹き飛ばした。
「塔」に到達後は進撃してきた帝国軍をエッジに迎撃させるも、囮作戦によって制圧を許してしまう。その後帝国皇帝の凶弾によって瀕死になり、それを目の当たりにしたアゼルは半狂乱となり「塔」を完全起動させてしまう。その最中、クレイメンはエッジに後事を託し、攻性生物の爪牙に貫かれて最期を遂げた。

アーウェン（声：大塚明夫）
クレイメンの副官。権力に興味を示さない性格で、艦隊運用能力が高い。
エッジがクレイメン艦隊を追跡・襲撃した際、囮の影武者となった。
ツァスタバ（声：大川透）
クレイメン艦隊の切り込み隊長。奇抜な仮面を装着しており、言動ともに不信かつ残忍である。
帝国軍内で問題を起こしたところをクレイメンに拾われた恩義があるため、彼に忠誠を捧げている。
戦闘機のパイロットの中ではトップクラスの腕前を持ち、絶対的な追尾性能を持つはずのドラゴンの光の矢を難なく回避してしまうほどである。己の役目の最期を知ったツェスタバは、エッジを試す形でドラゴンに戦いを挑み、敗れた後はエッジを認めたうえでクレイメンを託し、彼との戦いでは使用しなかった光学兵器を解禁した全力を以て帝国艦隊へと特攻した。

皇帝（声：大塚周夫)
旧世紀文明をフル活用した様々な兵器を独占し、世界の覇権を人類の手に取り戻そうとしている帝国の皇帝。
老体ではあるものの、「グリグオリグ」を始めとする最強の艦隊を自ら率いて進軍する。
旧世紀への理解は比較的乏しいのか、あくまでも帝国と私利私欲のために、旧世紀のテクノロジーを利用しようとする者として描かれる。
最期には、アゼルによって起動された塔の送り込んだ純血種攻性生物の強襲にあっけなく息絶える。

ガッシュ（声：大塚芳忠）
顔の右半分と右腕に深手を負った、半仮面の小柄な男。すこし間の抜けたシーカーの一人としてエッジに接近するも、攻性生物に襲われていたところを救出される。
その正体はこの時代におけるシーカーのリーダー「スキアド・オプス・ガッシュ」であり、ドラゴンとその乗り手となったエッジの行方を当初から追跡していた。
今回のエッジとドラゴンとの接触でかつてないほどの情報を得た認識はあるのだが、エッジがアゼルともに攻性生物に対し「造られた物」とある種の悲壮を感じる立場を示すに対し、ガッシュは（自身も仲間も含め）過去幾多の犠牲から攻性生物は「殺すべき敵」との意識が強い。ドラゴンに対しても「攻性生物」である以上信用はあまり置かないようである。

パエット（声：平田広明）
ゾアの森近くに存在する、攻性生物の被害に脅かされない街における有力者の息子。
しかし非常に研究熱心かつ偏屈な性格で、攻性生物が進入することは無いが本来限られた者だけしか入れない安全地帯「神聖区」から抜け出しては、旧世紀の発掘品をいじくりまわしているため、周囲の者からは変人と認識されている。
ドラゴンがエッジに見せた「塔」のビジョンの手がかりを求める内に出会う事になり、その価値観を共有したことでエッジと共に助け合う間柄となる。
街が帝国艦隊の攻撃によって壊滅した際、自ら修復した飛行船で脱出してシーカーへ身を寄せ、語り部の１人となった。

ランディ・ジャンジャック
前作の主人公。元々は辺境の村のブリーダーに過ぎなかったが、ある時生まれてきたクーリア(騎乗・家畜化された変異種攻性生物)の変種を匿ってしまう。翼があるクーリアをどうしても殺せず、変種クーリアは生まれ次第殺すべきという村の掟に背き「ラギ」という名前を与え隠れて育てることになる。
その変種はドラゴンプログラムがクーリアの体を借りて発現した個体であったため、「ラギ」の存在を察知した空の塔・シェルクーフの攻撃により村が消滅し、シェルクーフ事件にかかわることになる。ドラゴンプログラムによる最初の調停者であり、伝承上の存在だったドラゴンが実在するとして認知されたのも彼の行動によるものであり、ドラゴンの基本性能は彼の知見が伝えられたものが大きい。
シェルクーフ事件後、ドラゴンと別れた彼はシーカーの元に身を寄せ、そのリーダー「スキアド・オプス・ランディ」として、発展に尽力したと伝えられている。
この作品の時系列ではすでに亡き故人であるが、彼の生きた証しはシーカーの持つ文献のみならず世界各地に存在する文章にも散らばっている。
カイル・フリューゲ
初代作の主人公。ドラゴンプログラムの調停者に選ばれた青年のハンター。
攻性生物の狩りの途中に偶然ブルードラゴンとガーディアンであるプロトタイプドラゴンの戦いに巻き込まれる。プロトタイプドラゴンの攻撃に貫かれたドローンと思しき調停者によって認められ、最後の息でドラゴンを託されてしまう。その際使命と記憶を受け継いだ彼は、プロトタイプドラゴンを追い、帝都で起動実験が行われている塔を破壊すべくブルードラゴンに乗り、戦いの渦中に突き進む。
ランディとは対照的に、ゲーム中に収録された彼の足取りを示す文献・記述は極度に乏しい。ただ、K.F.クレイメンとは時系列上で年齢が一致している。

セストレン・エクスシス（声：不明）
本作の最終到達目標。巨大な甲虫のような姿と、エッジのドラゴンに酷似した本体の姿が確認できる他、戦闘直前に見ることとなる映像において、そのドラゴンプログラムを「エラー」と呼ぶ。
旧文明の維持派によって構築された管理プログラムで、旧文明が滅んだ後も各地の「塔」を管理する意思として延々と活動を続けてきた。具体的な存在場所は明示されておらず、事実として物理的に到達することは出来ない空間に存在する。

## 用語解説
「旧世紀」と「遺跡」
数千年前に滅びたとされる旧文明と、それによって世界各地に遺された「塔」を始めとする超巨大建造物。
遺跡が存在する理由を知る者はほぼ全くいないが、攻性生物を生産し人類を攻撃するための施設として活動を続けているものが少なくない。
現存する人類のうち数少ない者達のみが、「塔」といった大規模な遺跡に環境再生の機能があることと、それを守護する純血種攻性生物には環境再生の障害となる人間の排除という目的を持たせていたことを解き明かしている。
シェルクーフ
旧世紀の大規模な遺跡「塔」の１つ。しかし、他の「塔」と違い飛行・移動能力を有した「空飛ぶ塔」といえる異質の存在である。
その絶望的な破壊力と驚異的な姿は、その純血種攻性生物と同じ白い外壁より「白い悪夢」として、地上の民からは畏怖の対象であった。
前作「ツヴァイ」では、ランディとラギの村を壊滅させ旅立ちのきっかけをつくったのであるが、攻撃の目的は「ラギ」、すなわちドラゴンプログラム（セストレン・エクスシスにとっての「エラー」）の殲滅であった。
数々の自己防衛兵装と迎撃のための純血種攻性生物および強襲艦を宿し、帝国軍を赤子扱いできるほどの戦闘力を有する。前作「ツヴァイ」にて調停者ランディとドラゴンによって破壊・封印されるが、今作でもいまだその痕跡が残っており、内部に訪れることができる。
なお「ツヴァイ」公式ガイドブックによれば、シェルクーフという名前はメッカニアの現地言語が名前の由来である旨の設定が記述されていたが、今作ではセストレン・エクスシスからもこの遺跡が同じ名前で呼称されている。
セストレン
人類のごく一部が、各地の「塔」を制御する存在として突き止めており、制圧を目指していた遺跡。物理的には実在せず、端末である各「塔」の中枢を利用することでのみ干渉出来るようだが、アゼルの発見まではその手段は皆無であった。
次回作「オルタ」ではセストレンの空間を指して「世界回路」と字が当てられており、より電脳世界としての描写が深まっている他、条件さえ整えば他の塔との行き来が可能な「世界のどこでもなく世界のどこにでもある」場所であることが示唆されている。
帝国とシーカー
元来、シーカーは辺境を移動しながら旧世紀の遺跡の調査を身を挺して行ってきていた発掘部族の総称である。その中から旧文明の発掘品を用いて攻性生物を初めて撃退し遺跡を制圧、「攻性生物から人類を守り抜く」と宣言した人物が皇帝の始祖と言われている。それから何代かの世代交代が行われた後に「帝国」が建てられ、現在では巨大な街を建造し、武力を以て勢力を拡大し続ける軍事国家と化した。ただし、初期の皇帝部族は元々はシーカーたちに近い存在であり、すなわち帝国はシーカーから分化した組織といえるが、それらの事実を知る者は今やシーカーのみとなっている。
現在の「シーカー」の実態は攻性生物によって家族・仲間などそれぞれの身寄りを失った者達が殆どで、旧世紀の文明の根絶を最終目標とする秘密組織となっている。帝国も含めた外部からは盗掘集団として認識されているものの、旧世紀文明の研究については依然として帝国以上に詳細に迫っている。また、同じく辺境を旅する者達、特にキャラバンとの関係は帝国ほど険悪ではなく、貴重な取引相手や情報源として重宝されている。
過去のドラゴン襲撃
ドラゴンはある時期まで伝承上の攻性生物であると言われており、そしてその認識は帝国においても同じであったと言わざるを得ない。
しかし帝国が旧世紀の飛行船「シェルクーフ」を追跡中、およびそれにより勃発した帝国軍とメッカニア軍の大戦乱の中に突如として飛来し、その尽くに壊滅的打撃を加えて姿を消した。
その後、「塔」の起動実験が行われていた帝国の首都に飛来した2頭のドラゴンが戦闘を繰り広げ、それに巻き込まれた帝都は6割が壊滅という甚大な被害を受ける。この二度の遭遇により、帝国はドラゴンの脅威を明確に認識することになった。
帝国の史料上では、いずれの遭遇時もドラゴンの背中に少年が乗っていたという報告もされていた。
絶対の客人
物語の重要なキーワードの一つ。「世界を救う」としてシーカー達が追い求める謎の存在。シーカーは旧世紀の遺物に潜む情報の解読により、ガッシュたちの代になってようやくそれがドラゴンを指すものだとの推察に至った。
しかし最後の戦いを終えてセストレンを無力化させたドラゴンにより、絶対の客人とはゲームのプレイヤーであり、ドラゴンは絶対の客人を導くだけの存在に過ぎなかったことが明かされる。その際、ゲーム開始時に入力された本当の名前の持ち主（プレイヤー自身）に語りかけ、感謝と謝罪の言葉を述べている。序盤でツァスタバに殺されたエッジの遺体に憑依し復活させた存在でもある。
なお、この冒頭のネームエントリーについて、取扱説明書には「『AZEL』の世界観に入り込むためにも、名前には、プレイヤー本人の名前を入力することをお勧めします。なお、この名前はセーブ用のファイル名として使用され、主人公の名前（エッジ）とは別のものです」という記述がある。